# 심기섭
심기섭(沈起燮, 1944년 10월 21일 ~ 2020년 12월 2일)은 대한민국의 정치인이다. 제13대 국회의원을 지냈으며, 제27·28·29대 강릉시장을 지냈다.

## 학력
- 1957년 강릉경포초등학교 졸업
- 1960년 강릉중학교 졸업
- 1963년 강릉상업고등학교 졸업
- 1971년 성균관대학교 상과대학 학사
- 1976년 관동대학교 경영행정대학원 행정학 석사

## 경력
- 1982년 ~ 1988년 강릉시농업협동조합 조합장
- 1985년 ~ 1988년 농협중앙회 운영위원
- 1988년 ~ 1992년 제13대 민주정의당 국회의원(초선)
- 1991년 관동문학회 문학상 제정
- 1993년 ~ 1995년 한국예술문화단체총연합회 강릉시지부 지부장
- 1994년 민주자유당 국책자문위원
- 1995년 7월 1일 ~ 1998년 6월 30일 민선 초대(제1대) 강릉시장[1]
- 1997년 ~ 성균관대학교 총동문회 부회장
- 1998년 7월 1일 ~ 2002년 6월 30일 민선 제2대 강릉시장(재선)
- 2002년 7월 1일 ~ 2006년 3월 30일 민선 제3대 강릉시장(대한민국 최초의 민선 3연선 기초단체장)[1]
- 2003년 2월 13일 ~ 2006년 3월 30일 강릉정보산업진흥원 초대 이사장(강릉시장 당연직)[2]

## 역대 선거 결과
|  | 34.0% |

|  | 23.29% |

|  | 25.70% |

|  | 51.70% |

|  | 44.95% |

|  | 11.52% |